# Neyruz
Neyruz (Freiburger Patois Néruⓘ) ist eine politische Gemeinde im District de la Sarine (deutsch: Saanebezirk) des Kantons Freiburg in der Schweiz. Der frühere deutsche Name Rauschenbach wird heute nicht mehr verwendet.

## Geographie
Neyruz liegt auf 692 m ü. M., 8,5 km westsüdwestlich der Kantonshauptstadt Freiburg (Luftlinie). Das Strassendorf erstreckt sich an aussichtsreicher Lage auf der Höhe nördlich des unteren Glânetals, im Molassehügelland des Freiburger Mittellandes.
Die Fläche des 5,5 km² grossen Gemeindegebiets umfasst einen Abschnitt der Molassehöhen nördlich der Glâne. Die südliche Grenze verläuft entlang der tief in die Molasseschichten eingeschnittenen Glâne, deren Hänge teilweise von Sandsteinfelsen durchzogen sind. Von hier reicht der Gemeindeboden nordwärts über die Höhe von Neyruz und das angrenzende Tälchen der Bagne bis auf die Waldhöhe La Râpe (695 m ü. M.). Auf dem Höhenrücken von Neyruz erstreckt sich das Gemeindegebiet nach Nordosten bis in den Wald Bois des Morts und nach Westen in den Bois Simon. Auf der Flur Grande Fin wird mit 750 m ü. M. der höchste Punkt von Neyruz erreicht. Von der Gemeindefläche entfielen 1997 13 % auf Siedlungen, 26 % auf Wald und Gehölze, 60 % auf Landwirtschaft, und etwas weniger als 1 % war unproduktives Land.
Zu Neyruz gehören ausgedehnte neue Wohnquartiere, darunter Le Marchet (670 m ü. M.) nordöstlich des Dorfes, die Weiler Nierlet-le-Toit (685 m ü. M.) am Hang über dem Glânetal und Les Allys (710 m ü. M.) auf der Nordseite des Höhenrückens sowie einige Einzelhöfe. Nachbargemeinden von Neyruz sind Avry, Matran, Hauterive, Cottens und La Brillaz.

## Bevölkerung
Mit 2875 Einwohnern (Stand 31. Dezember 2023) gehört Neyruz zu den mittelgrossen Gemeinden des Kantons Freiburg. Von den Bewohnern sind 89,9 % französischsprachig, 6,8 % deutschsprachig, und 0,7 % sprechen Italienisch (Stand 2000). Die Bevölkerungszahl von Neyruz belief sich 1900 auf 555 Einwohner. Im Verlauf des 20. Jahrhunderts pendelte die Bevölkerungszahl im Bereich zwischen 560 und 620 Einwohnern. Seit 1970 (654 Einwohner) wurde ein markantes Bevölkerungswachstum verbunden mit fast einer Verdreifachung der Einwohnerzahl innerhalb von 30 Jahren verzeichnet.

## Wirtschaft
Neyruz war bis in die zweite Hälfte des 20. Jahrhunderts ein vorwiegend durch die Landwirtschaft geprägtes Dorf. Durch die Wasserkraft der Glâne wurden früher eine Mühle und eine Sägerei betrieben. Noch heute haben der Ackerbau, der Obstbau, die Milchwirtschaft und die Viehzucht einen gewissen Stellenwert in der Erwerbsstruktur der Bevölkerung. Weitere Arbeitsplätze sind im lokalen Kleingewerbe und im Dienstleistungssektor vorhanden, unter anderem in Betrieben des Baugewerbes, des Metallbaus, des Gerüstbaus und in feinmechanischen Werkstätten. In den letzten Jahrzehnten hat sich das Dorf dank seiner attraktiven Lage zu einer Wohngemeinde entwickelt. Viele Erwerbstätige sind deshalb Wegpendler, die hauptsächlich in der Region Freiburg arbeiten.

## Verkehr
Die Gemeinde ist verkehrsmässig gut erschlossen. Sie liegt an der Hauptstrasse von Freiburg nach Romont. Der nächste Anschluss an die Autobahn A12 (Bern-Vevey) befindet sich rund 2,5 km vom Ortskern entfernt. Am 4. September 1862 wurde die Eisenbahnlinie von Freiburg nach Lausanne mit einem Bahnhof in Neyruz in Betrieb genommen.

## Geschichte
Die erste urkundliche Erwähnung des Ortes erfolgte 1137 unter dem Namen Nuruols. Später erschienen die Bezeichnungen Nuerus, Nuirus (1142) und Nuruos (1150). Der Ortsname geht auf das lateinische Wort nucariolum (Nussbaumwäldchen) zurück. Den gleichen Ursprung hat der Name des benachbarten Weilers Nierlet-le-Toit, der 1170 als Nuarler erwähnt wurde.
Das Gebiet von Neyruz gehörte im Hochmittelalter den Herren von Glâne und kam um die Mitte des 12. Jahrhunderts in den Besitz des Klosters Hauterive. Spätestens 1442 gelangte das Dorf unter die Herrschaft von Freiburg und wurde der Alten Landschaft (Neustadtpanner) zugeordnet. Nach dem Zusammenbruch des Ancien Régime (1798) gehörte Neyruz während der Helvetik und der darauf folgenden Zeit zum Bezirk Freiburg, bevor es 1848 mit der neuen Kantonsverfassung in den Saanebezirk eingegliedert wurde.
Am 1. Dezember 1901 ermordete Etienne Chatton in Neyruz seine Cousine Louise Mettraux. Er wurde in der Folge als letzter Straftäter im Kanton Freiburg und der ganzen Romandie nach einem zivilen Prozess zum Tode verurteilt und am 1. August 1902 in Freiburg hingerichtet.

## Sehenswürdigkeiten
Die Pfarrkirche von Neyruz erhielt ihre heutige Gestalt im 19. Jahrhundert. Auf dem Friedhof ist der Künstler Jean Tinguely begraben, der sich 1968 in Neyruz niederliess. Auf seinem Grab ist eine bewegliche Installation platziert. Bei Nierlet-le-Toit steht eine Kapelle.

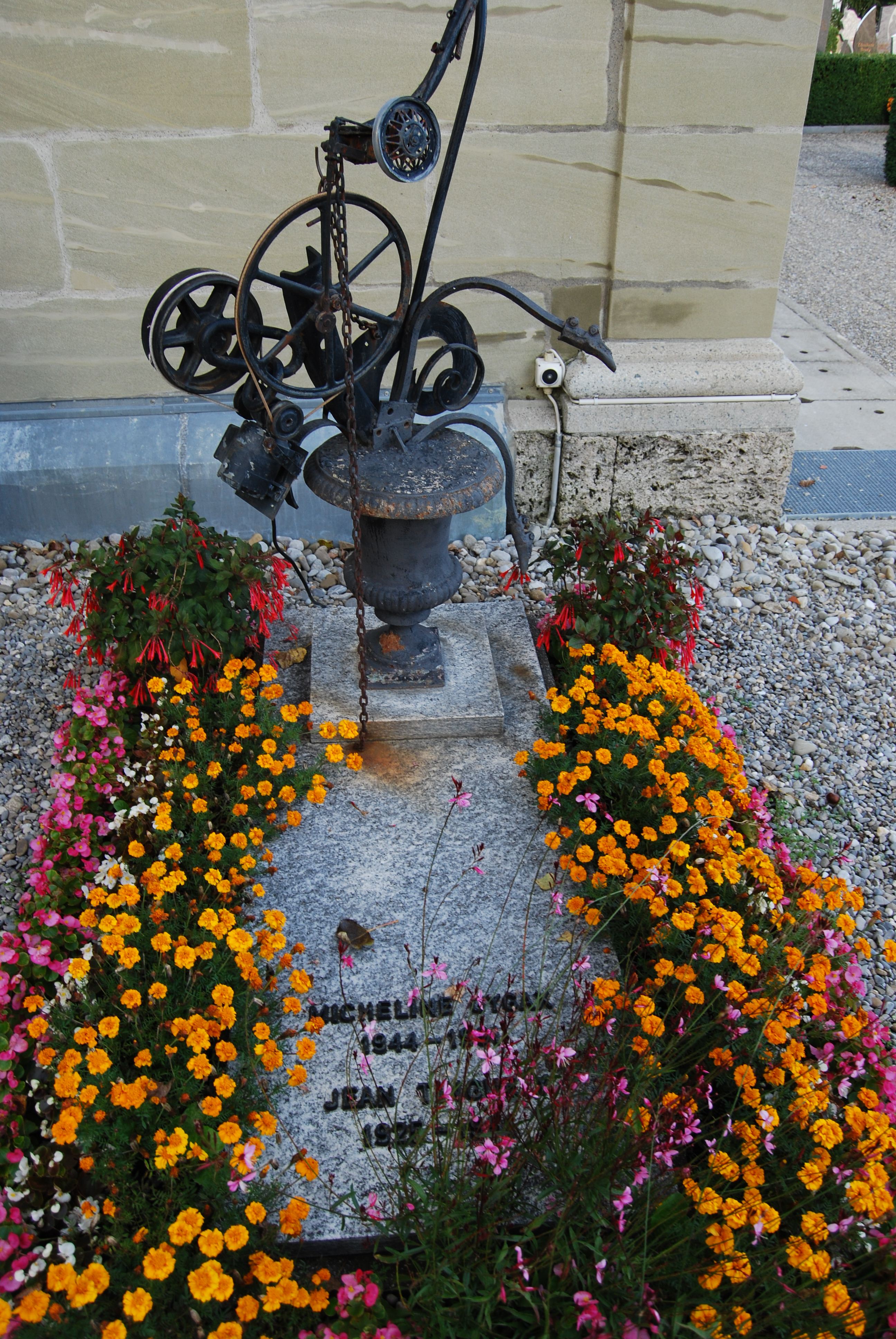
Grab von Jean Tinguely und Micheline Gygax
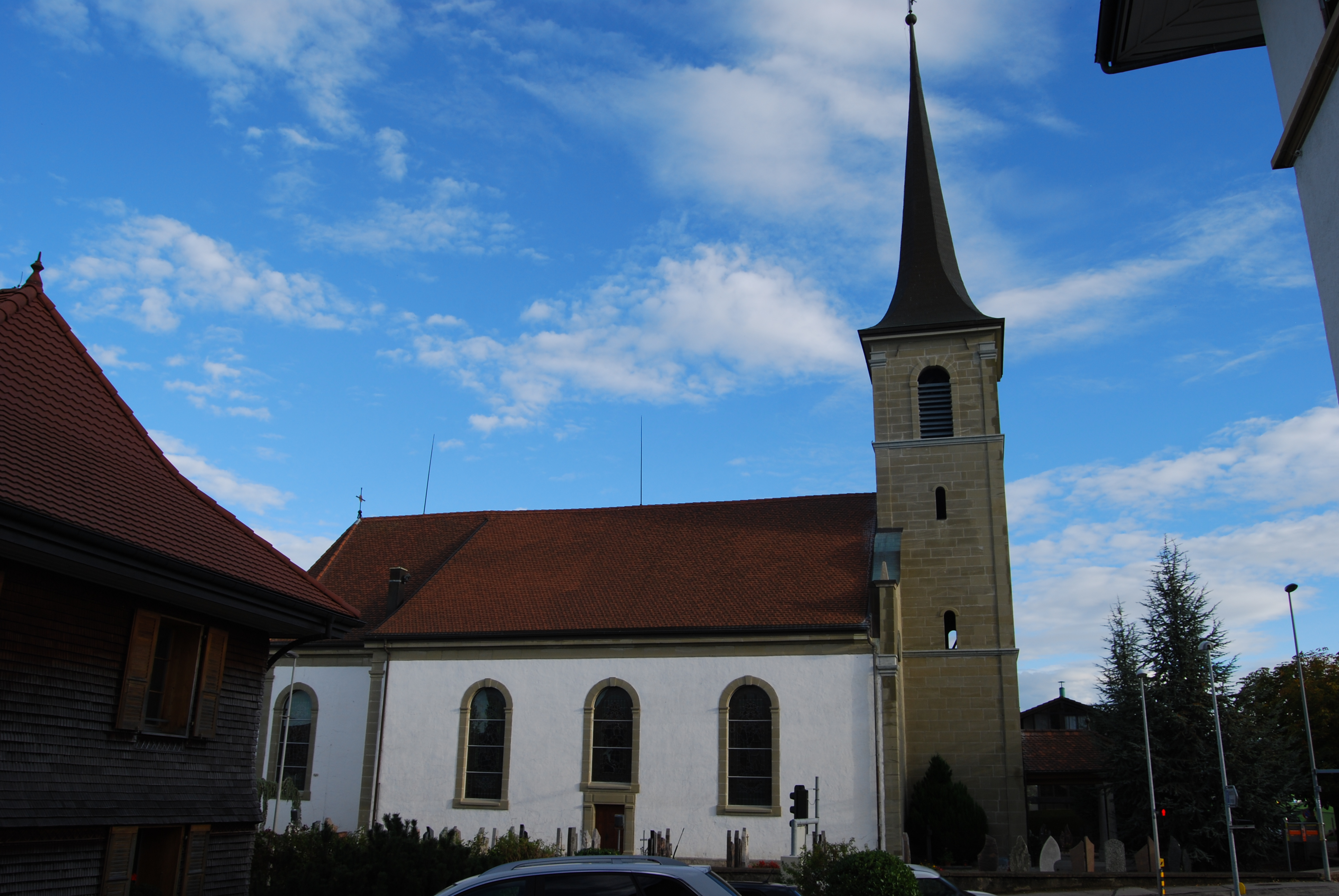
Pfarrkirche
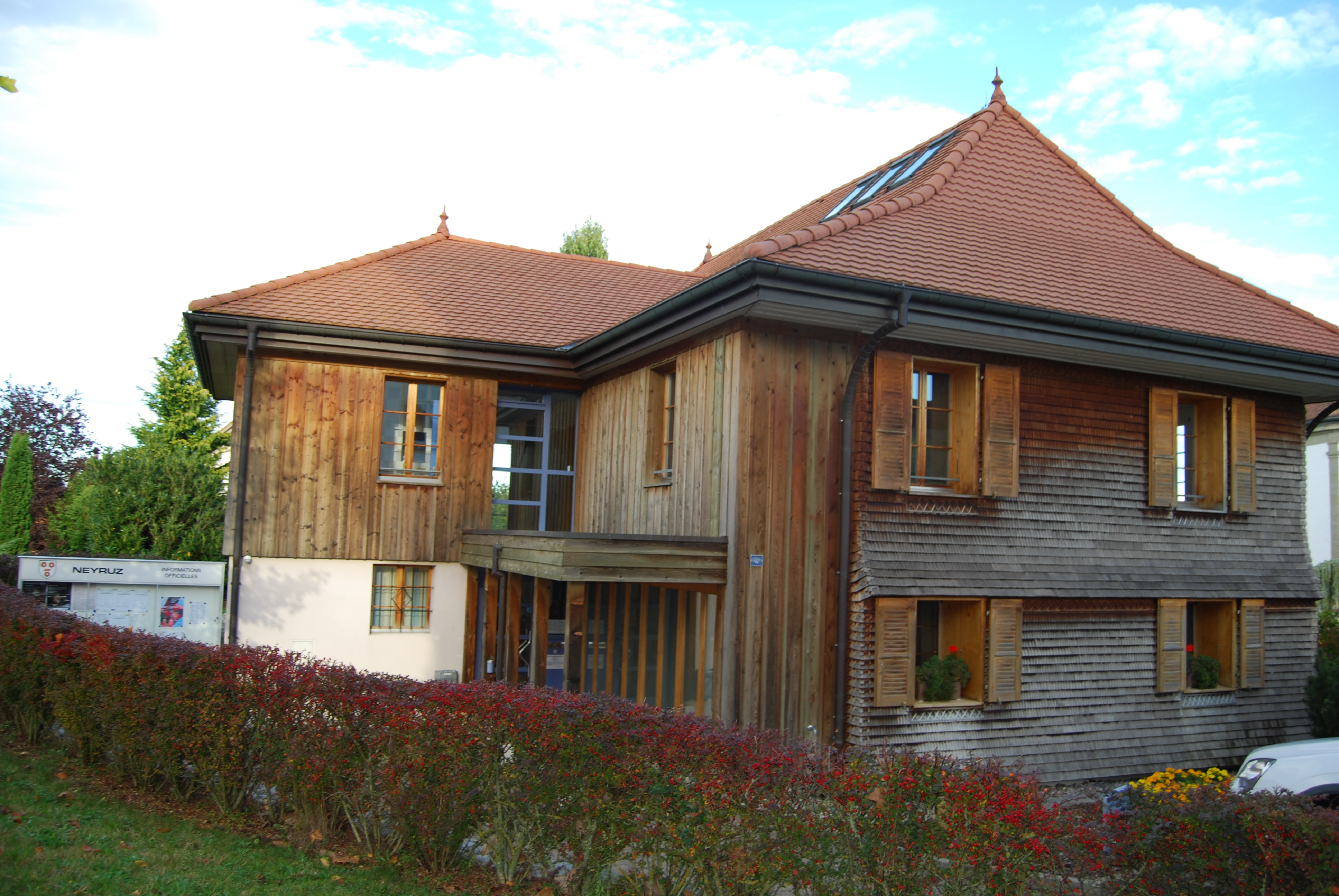
Gemeindehaus von Neyruz
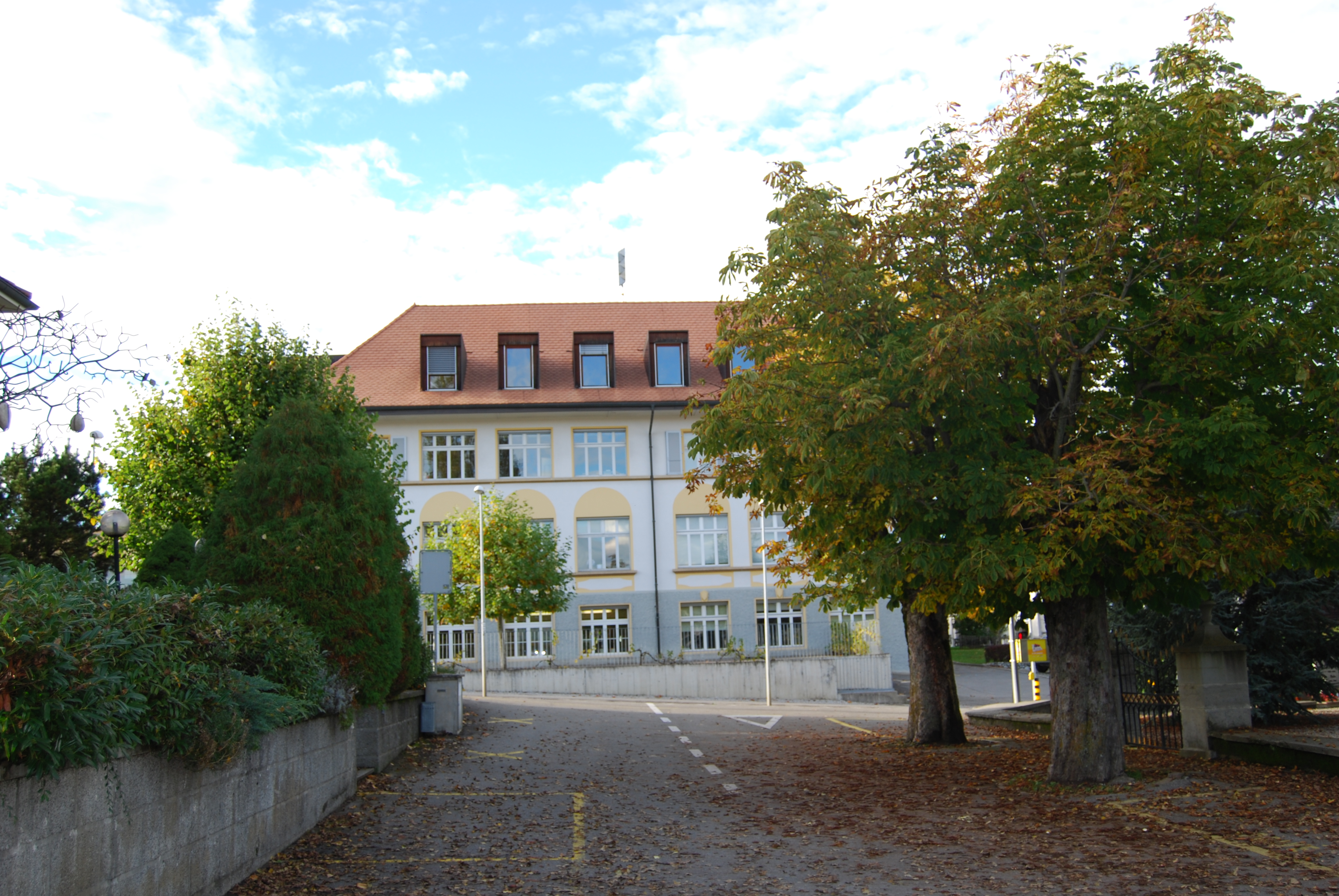
Schulhaus
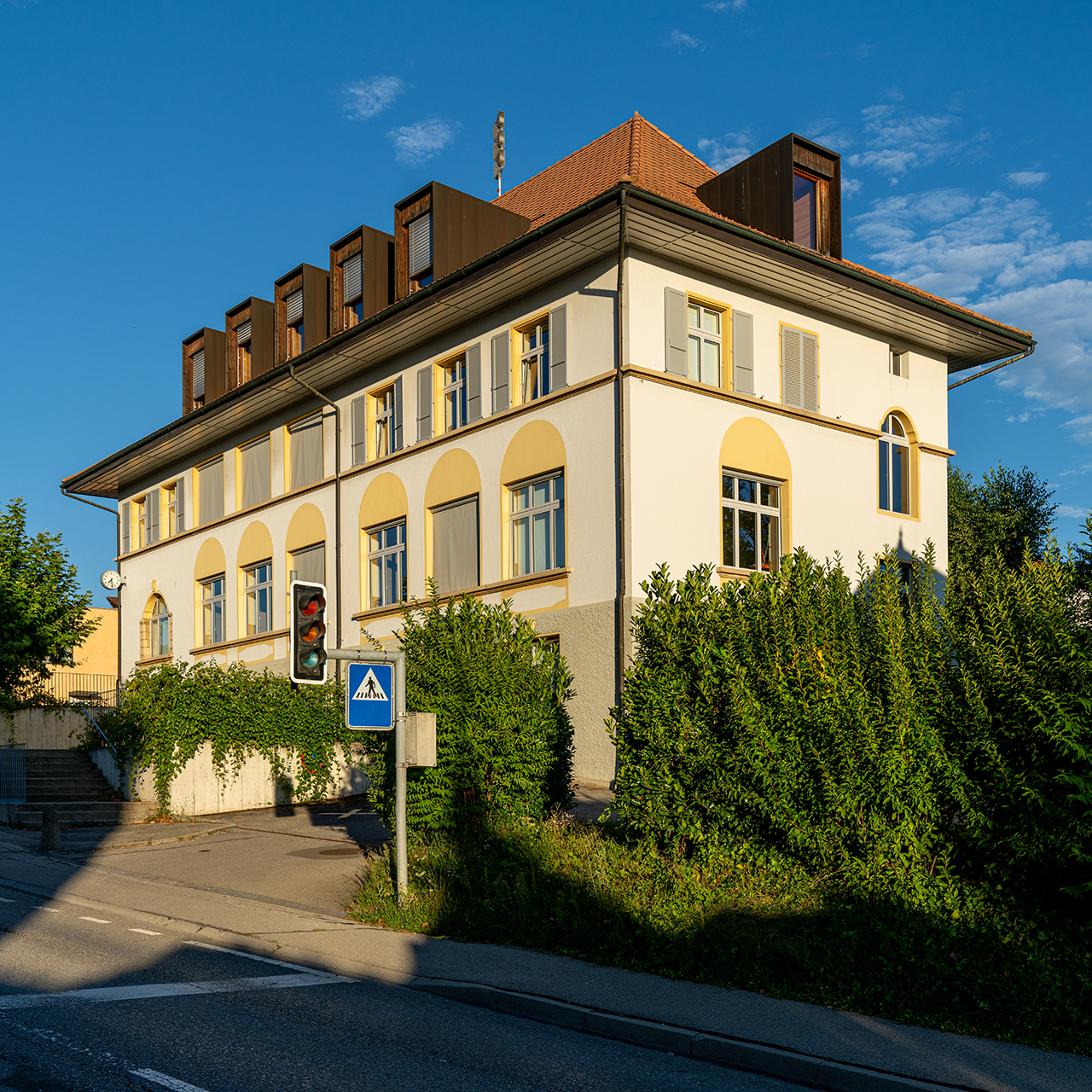
Schulhaus
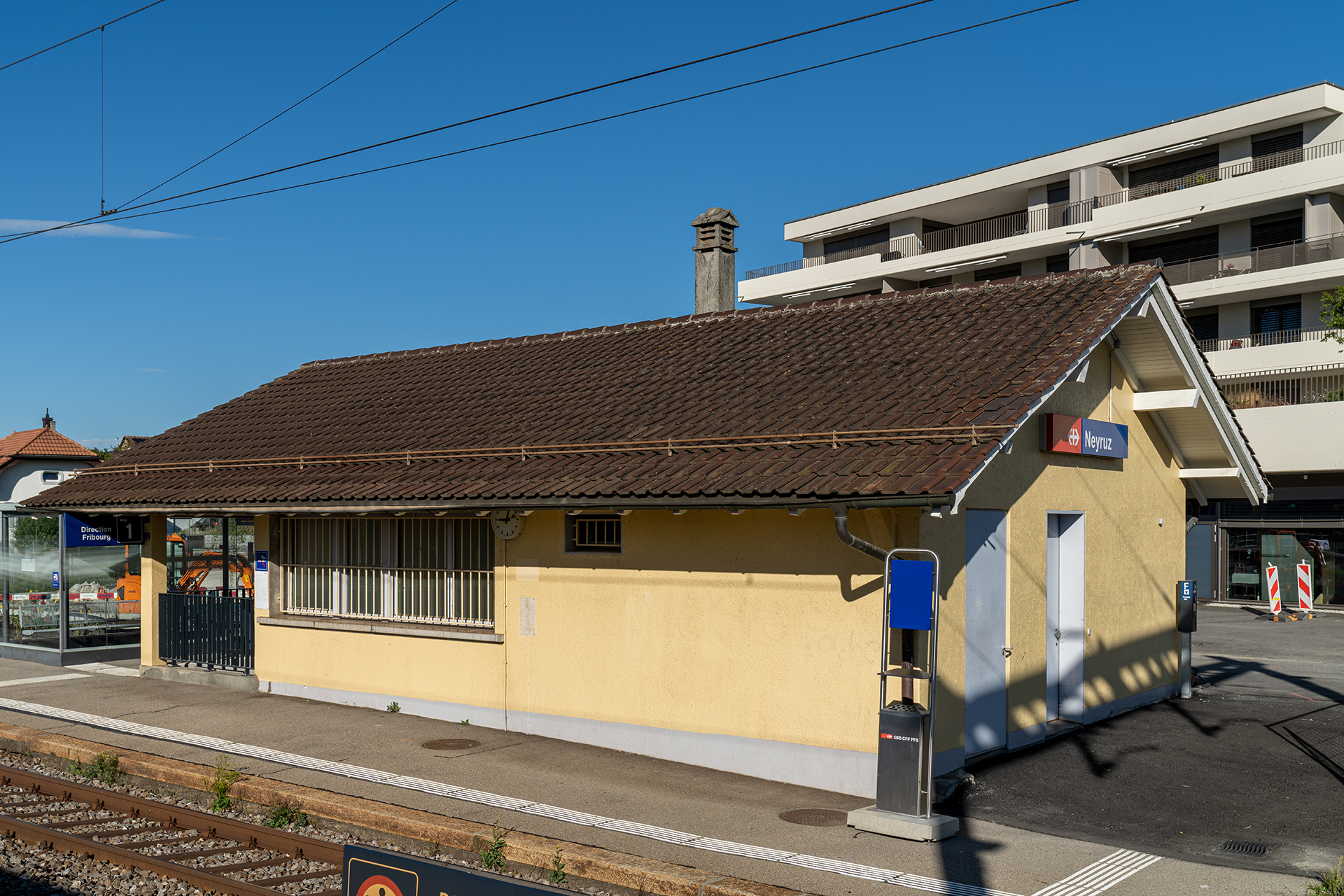
Bahnhof
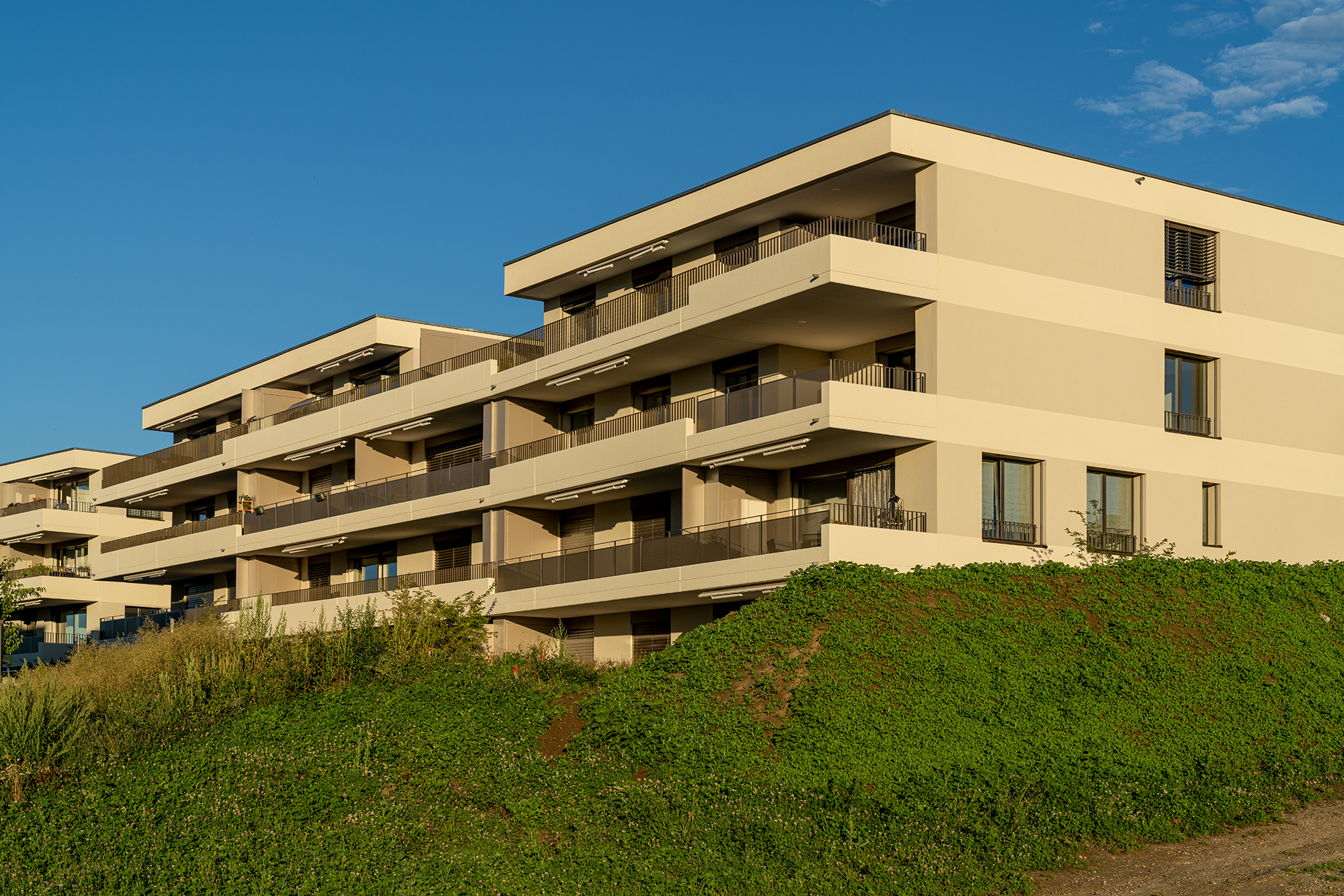
Neubausiedlung beim Bahnhof
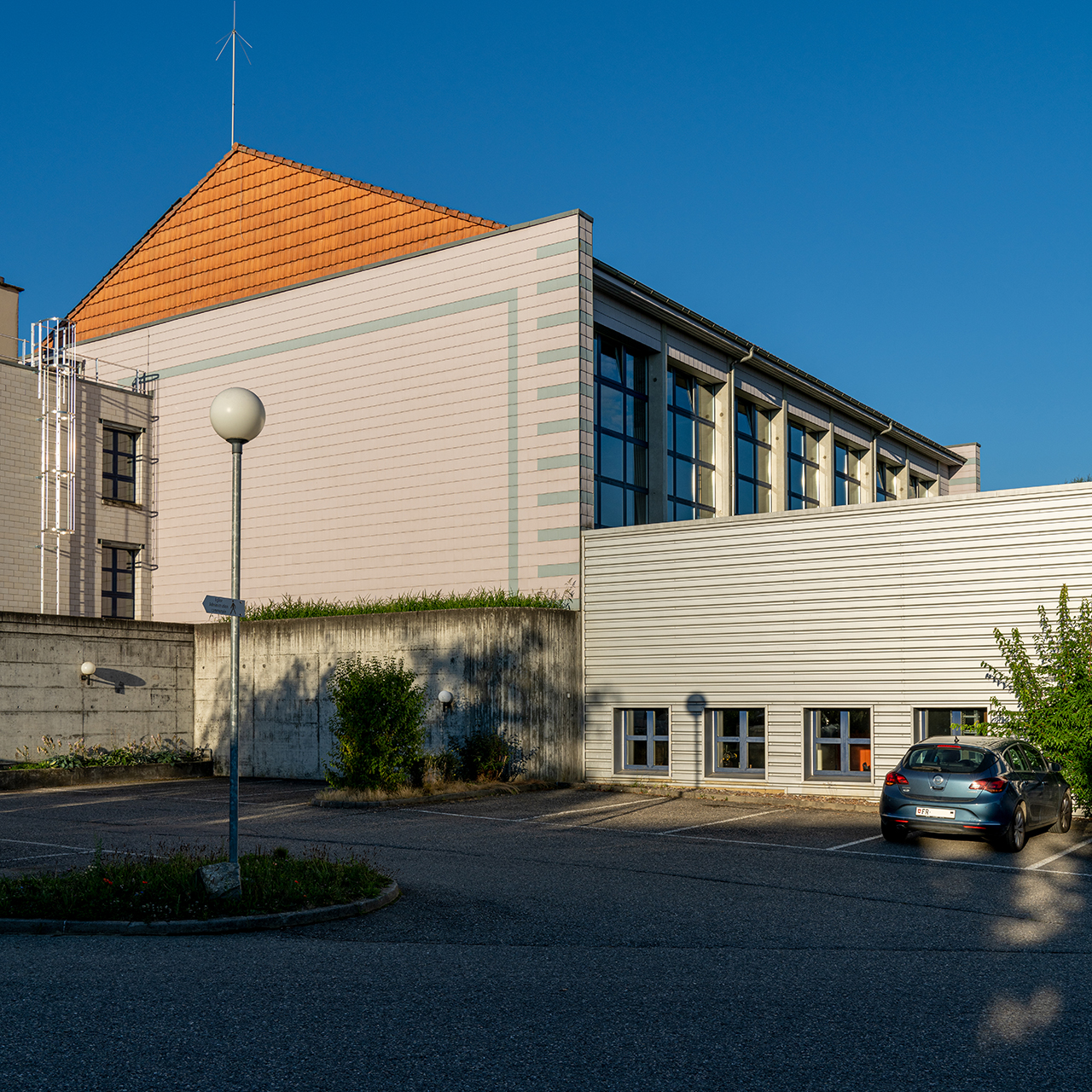
Complexe communal